# Rainer Hersch

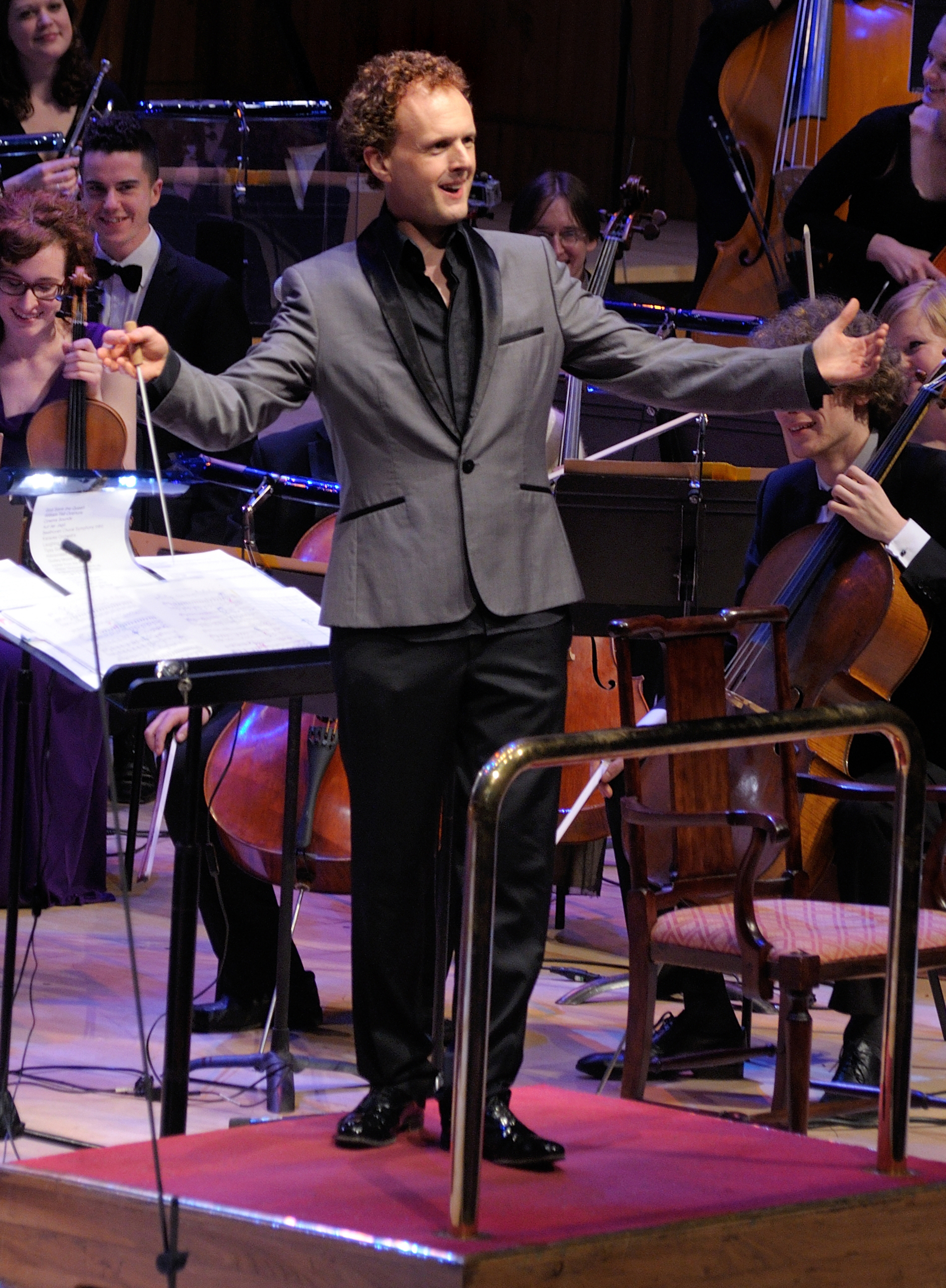
Rainer Hersch (2013)

Rainer Hersch (* 7. November 1962) ist ein britischer Dirigent, Schauspieler, Autor und Komiker, der für seine komische Einstellung zur klassischen Musik bekannt ist. Er war in mehr als 30 Ländern auf Tournee und produzierte, vor allem für die BBC, umfangreiche Rundfunksendungen. Zu seinen Radioserien gehören All Classical Music Explained (BBC Radio 4, 1997), Rainer Hersch’s 20th Century Retrospective (BBC Radio 3, 1999) und All the Right Notes, Not Necessarily in the Right Order (BBC Radio 4, 2003 und 2006).

## Frühes Leben
Hersch ist ein Nachfahre des Schriftstellers Hermann Hersch und des Malers Eugen Hersch. Er studierte Volkswirtschaftslehre an der Lancaster University, zu seinen Kommilitonen gehörten Andy Serkis und James May. In seiner Jugend war er Fan von Monty Python, trat der Revue Group, der studentischen Komödiegruppe der Universität, bei und begann seine Schreibkarriere. Er war Mitglied des Cartmel College und wirkte als Präsident des Gemeinschaftsraums des Colleges – eine Position, die normalerweise von Studenten im letzten Jahr eingenommen wird – während seiner ersten Amtszeit. Im Juli 2015 wurde ihm von der Lancaster University ein Alumni Award für Absolventen verliehen, die einen wesentlichen Beitrag zu ihrem Fachgebiet geleistet und sich einen hervorragenden internationalen Ruf erworben haben.

## Karriere

### Comedian
Im Dezember 1987 debütierte Hersch im Rahmen eines Comic-Doppelakts The Tebbits mit dem Kommilitonen Peter Wylie auf der Londoner Stand-up-Schaltung. 1992 gab er seinen Job als Touring Manager des London Festival Orchestra auf, um professioneller Komiker zu werden, und tritt seitdem ausschließlich als Solokünstler auf. 1996 schrieb und präsentierte er seine Stand-up-Show All Classical Music Explained (ACME) beim Edinburgh Festival Fringe, einem von dreizehn Auftritten in Edinburgh. Bezeichnet als „ein einfacher und dummer Führer zu Fragen wie why is organ music so boring?; what does a conductor actually do? how to clap in the wrong place and mean it“? ACME wurde seitdem über 300 Mal auf vier Kontinenten durchgeführt. Es etablierte ihn als originelle Comic-Stimme und das Thema der klassischen Musik, das alle seine späteren Aktivitäten dominiert hat.
Mit seinen Ein-Mann-Shows oder als Gastdirigent in Comedy-Konzerten mit Orchester tourt Hersch weiter durch die Welt. Neben vielen anderen Engagements ist er derzeit Dirigent und Gastgeber der jährlichen Johann Strauss Gala – einer umfangreichen, britweiten Tournee, die von Raymond Gubbay gefördert wird, und Künstlerischer Leiter des April Fools Day Concert in der Royal Festival Hall, eine Veranstaltung, die er 2009 initiierte.